# 26. marinski polk (ZDA)
Za druge 26. polke glejte 26. polk.
26. marinski polk je deaktivirani marinski polk Korpusa mornariške pehote ZDA.

## Organizacija
- Štabna četa
- 1. bataljon 26. marinskega polka
- 2. bataljon 26. marinskega polka
- 3. bataljon 26. marinskega polka